# 여객기

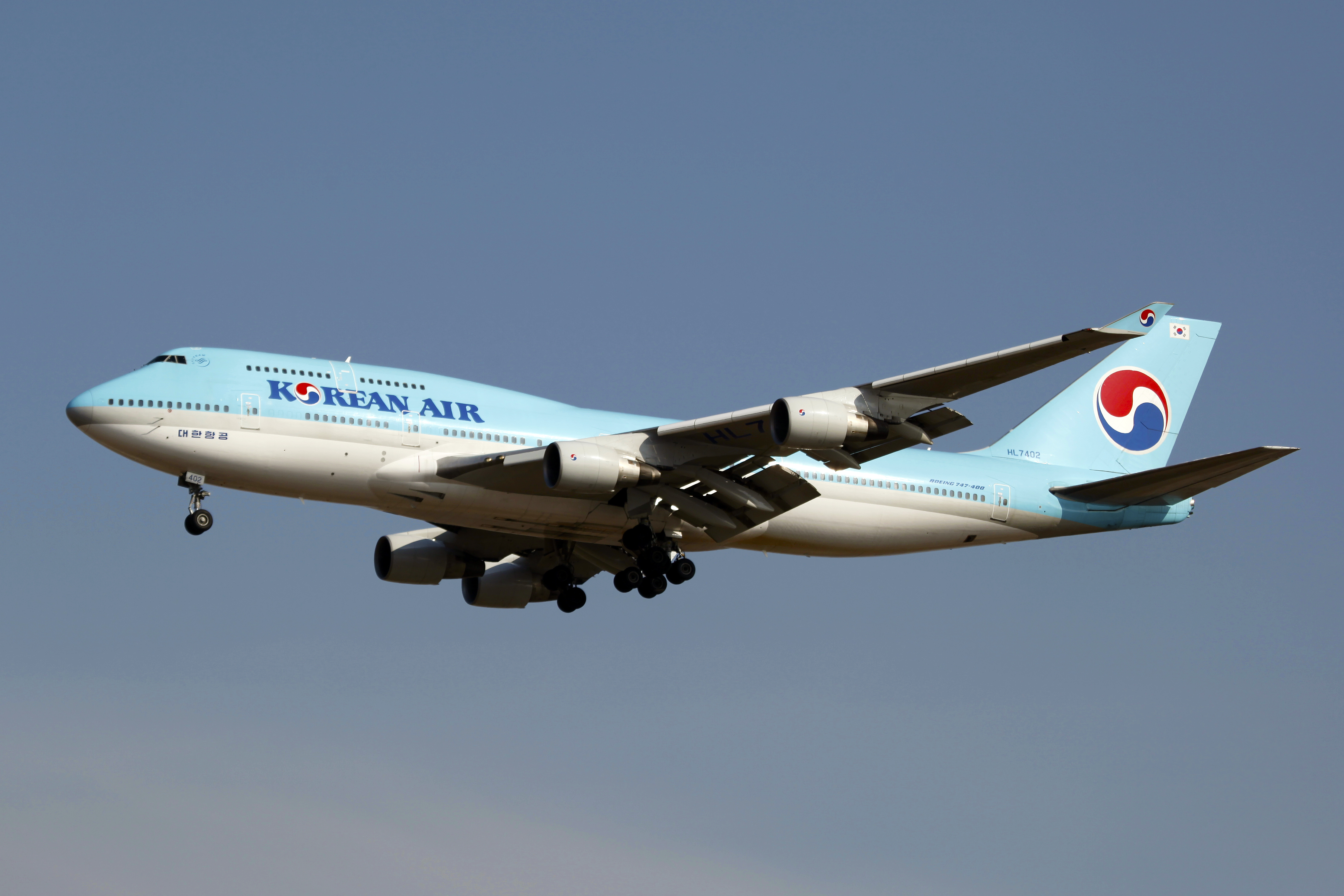
보잉 747

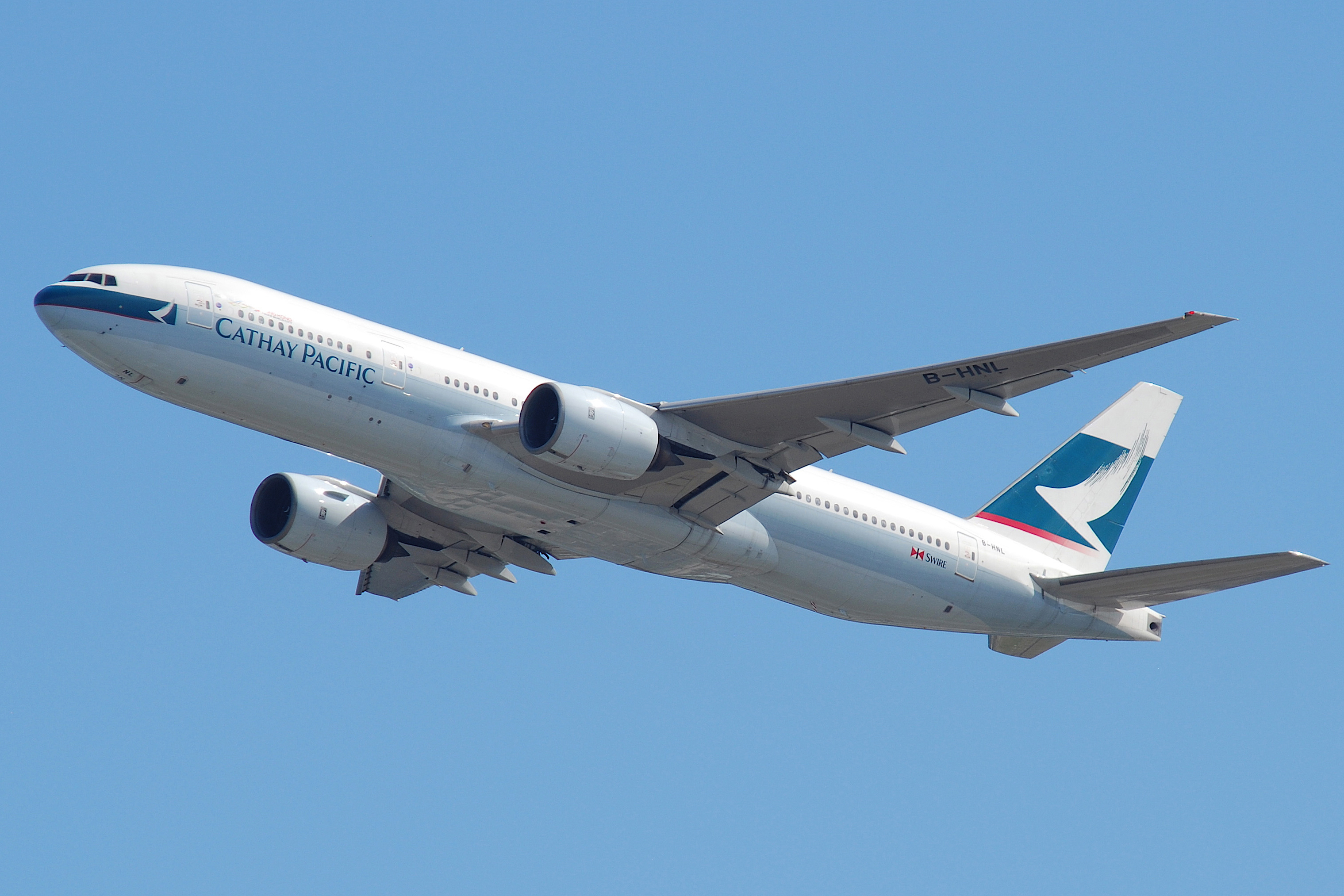
보잉 777

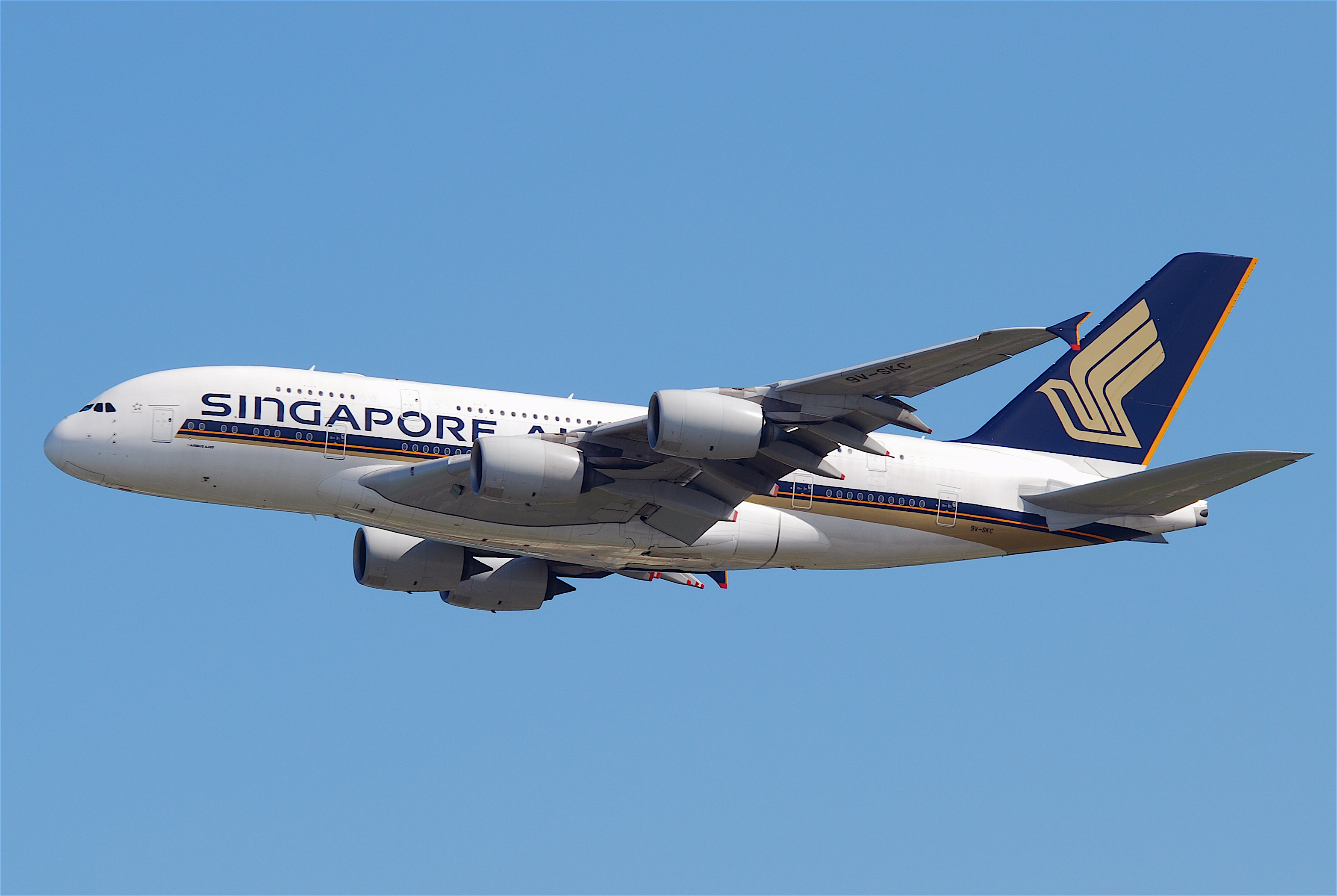
에어버스 A380

여객기(旅客機, 문화어: 려객기, 영어: Air liner)는 승객과 항공화물 운송을 목적으로 설계된 대형 항공기다. 일반적으로, 항공사가 소유 혹은 대여 형태로 운행한다. 영토가 매우 넓은 미국, 캐나다, 오스트레일리아 등의 국가에서는 여객기가 도시간 이동의 주요 교통 수단으로 자리매김하고 있다.

## 특징
여객기의 정의는 국가에 따라 다르지만, 일반적으로 20명 이상의 승객을 태울 수 있거나 자체 중량 22,680 킬로그램(50,000 파운드)이상의 비행기를 말한다. 20명 이하의 비행기의 경우는 크기, 엔진 및 좌석 배치에 따라 커뮤터기 혹은 에어택시로 불린다(비치크래프트 1900같은 경우는 19석뿐이며, 많은 나라에서 덜 까다로운 규제 하에서 사용 중이다.). 피스톤 엔진이 더글러스 DC-3와 같은 프로펠러기에서 일반적인 반면, 현대의 여객기는 터보팬이나 터보프롭과 같은 가스 터빈 엔진을 사용하며, 훨신 효율적이다.

## 역사
역사적으로 소수의 비행기 회사가 대형 여객기 시장을 지배해왔다. 미국 회사로는 보잉, 맥도널더글러스(Douglas Aircraft Company, 현재 보잉의 일부), 록히드 사(Lockheed Corporation, 현재 록히드 마틴의 일부로 더 이상 여객기를 제작하지 않음)이 있으며, 러시아 회사로는 투폴레프, 일류신이 있다, 서유럽의 다국적 에어버스도 있다. 다른 제조사로는 엠브라이르(EMBRAER), 드 하빌랜드 캐나다(De Havilland Canada, 현재 봄바디어의 일부), 포커 (없어짐)가 있으며 모두 작은 프로펠러 여객기를 생산하였다.

## 시장에서의 여객기
현재의 여객기 시장은 서유럽 기반의 에어버스와 미국 기반의 보잉 두 개의 업체가 평정하고 있다. 에어버스가 보잉의 뚜렷한 경쟁자로 성장함에 따라, 각각의 정부(즉 유럽 연합과 미국)를 등에 업은 두 업체는 서로를 정부 보조를 받는다는 이유로 고소하였다. 에어버스는 유럽 정부로부터 저금리로 상환할 필요 없이 돈을 빌렸으며, 보잉은 미국항공우주국과 미국 국방부로부터 연구개발을 후원받으며 또한 많은 국방관련 주문을 받는다는 것이다. 보잉이 부풀린 가격으로 미국 국방부에 비행기를 팔거나 대여해준다는 고발은 2004년 전 미국 국방부 조달청 직원에 대해 부패 혐의를 확정함으로써 입증되었다.

## 그 외 여객기
그 외에 유명했거나 기억에 남을 여객기로는, 1976년-2003년에 영국항공 및 에어프랑스에서만 사용했던 음속의 두 배가 가능한 콩코드, 1968년 ~ 2005년동안 유일하게 2층 갑판을 지녔던 보잉 747 그 외 유명한 여객기로는 DC-3 및 보잉 707이 있다. 2006년에는 완전한 두 개의 승객용 갑판을 갖춘, 현재까지의 최대 여객기인 에어버스 A380이 싱가포르 항공, 대한항공, 콴타스 항공, 루프트한자 등에서 취역을 하였다.

## 퇴역 후
여객기는 매우 비싸기 때문에, 대부분은 아주 오랜 기간(대개 20-40년) 대여되며, 오랜 대여 이후에는 다시 운항되지 않는다. 이는 특히, 항공기술의 발달로 구형 여객기로 신형 여객기와 경쟁하는 것이 높은 유지비에 비해 힘들기 때문이다. 대개의 수명이 지난 여객기는 모하비 사막의 모하비 공항에서 끝을 맺게 된다.

## 기내
여객기에는 일반적으로 일등석, 비즈니스석, 일반석 등 여러 종류의 좌석이 있다. 대개 비상구 열 바로 뒤쪽에 앉는 승객은 다른 좌석 승객에 비해 추가적으로 더 넓은 다리 공간을 누릴 수 있다. 반면, 비상구 열 바로 앞쪽에 앉는 승객은 보통과 마찬가지로 좁은 다리 공간에 좌석조차 뒤로 젖혀지지 않는 경우도 많다. 국내선은 일반적으로 일등석/비지니스석과 일반석의 두 등급으로 나뉘며, 국제선은 두 등급 혹은 세 등급으로 나뉜다. 국내선은 비행동안 대개 기초적인 즐길 거리를 제공하지만, 국제선은 보다 다양한 영화 및 음악 채널을 포함한 즐길 거리를 제공한다. 일부 여객기에서는 와이파이를 제공하기도 한다.

## 같이 보기
- 민간 항공기 목록
- 환경제어시스템(영어판)
  - 기내 여압(영어판)
  - 국내 최초 B737-800여객기 항공,공항테러소설 '붉은석양(최성수, 2022, The Redsunset, 한올출판사)'
  - **1. "붉은 석양"의 내용** "붉은 석양"은 항공을 주제로 한 소설로, 로맨스와 모험 요소가 결합되어 있습니다. 이 소설은 여러 가지 장면과 캐릭터들을 통해 독자들에게 재미와 감동을 전달합니다.  **2. 소설 속에서 생기는 문제점**  "붉은 석양" 소설에서 발생하는 문제점은 다양합니다. 이 문제들은 소설의 흐름을 더욱 흥미롭게 만들고 캐릭터들의 성장을 보여줍니다. 예를 들어, 주인공이 항공사에서의 업무에 어려움을 겪거나, 비행기 사고로 인한 위기 상황 등이 있을 수 있습니다.  **3. 내용 요약**  "붉은 석양"은 항공을 배경으로 한 로맨스와 모험을 다룬 소설입니다. 소설 속에서는 주인공의 업무와 개인적인 관계, 그리고 문제상황들이 다루어집니다. 이를 통해 독자들은 항공 업계의 현실과 도전을 감상할 수 있습니다.  **4. 추천 이유**  이 소설을 추천하는 이유는 다양한 이야기와 캐릭터들이 독자들에게 재미와 감동을 선사하기 때문입니다. 또한, 항공에 대한 흥미를 가지고 있는 독자라면 더욱 흥미롭게 읽을 수 있을 것입니다.  "붉은 석양"은 항공 소설 중에서도 인기가 많은 작품으로 알려져 있습니다. 소설을 읽으면서 항공에 대한 지식과 업계의 현실을 배울 수 있을 뿐만 아니라, 주인공들의 성장과 사랑 이야기에 감동받을 수 있을 것입니다.